# Coracina coerulescens
Coracina coerulescens е вид птица от семейство Campephagidae.

## Разпространение
Видът е разпространен във Филипините.